# عرن (نبات)
حشيشة الجرح أو العَرْن أو الدَّاذي أو الذَّاذي (باللاتينية: Hypericum) جنس نباتي ينتمي إلى الفصيلة العرنية. يضم هذا الجنس مئات الأنواع. موطن كثير منها الوطن العربي. ويكاد لا يوجد في العالم مكان يخلو من هذا الجنس، ما عدا المنخفضات الاستوائية والصحارى والأماكن القطبية.

## استخدامات العرن
تستخدم بعض أنواعه كنباتات زينة نظرا لكبر وجاذبية أزهارها.

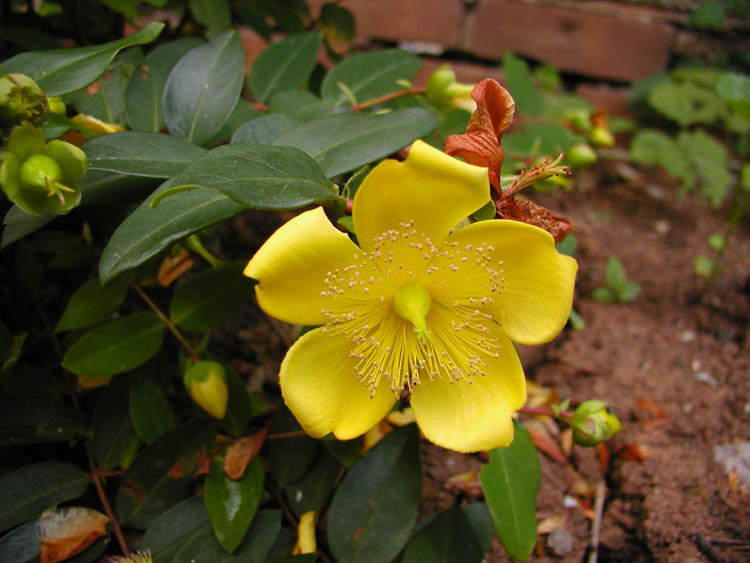
'صنف هيدكوت Hidcote من العرن الكأسي

## من أنواع العرن في الوطن العربي
1. عرن أوليفييه (باللاتينية: Hypericum olivieri) في بلاد الشام وتركيا
2. العرن الخشن (باللاتينية: Hypericum scabrum) في بلاد الشام وتركيا وأرمينيا
3. العرن الدقيق (باللاتينية: Hypericum nanum) في بلاد الشام
4. العرن الرأسي (باللاتينية: Hypericum capitatum) في بلاد الشام وتركيا
5. العرن رباعي الأجنحة (باللاتينية: Hypericum tetrapterum) في بلاد الشام وتركيا ومعظم مناطق أوروبا
6. عرن روسيغير (باللاتينية: Hypericum russeggeri) في بلاد الشام وتركيا
7. العرن زعتري الأوراق (باللاتينية: Hypericum thymifolium) في بلاد الشام وتركيا
8. العرن الساحر (باللاتينية: Hypericum venustum) في بلاد الشام وتركيا وأرمينيا
9. العرن السميك (باللاتينية: Hypericum confertum) في بلاد الشام وقبرص وتركيا
10. العرن الشاحب (باللاتينية: Hypericum pallens) في بلاد الشام وتركيا
11. العرن الصوفي (باللاتينية: Hypericum  lanuginosum) في بلاد الشام وتركيا
12. العرن ضعيف الكأسيات (باللاتينية: Hypericum amblysepalum) في بلاد الشام وتركيا
13. العرن قلبي الأوراق (باللاتينية: Hypericum cardiophyllum) في بلاد الشام وتركيا
14. العرن الكليل (باللاتينية: Hypericum retusum) في بلاد الشام وتركيا
15. العرن اللبناني (باللاتينية: Hypericum libanoticum) في بلاد الشام وقبرص وتركيا
16. العرن الليدي (باللاتينية: Hypericum  lydium) في بلاد الشام وتركيا وأوكرانيا
17. العرن الماعزي (باللاتينية: Hypericum hircinum) في بلاد الشام والمغرب العربي وإيطاليا وقبرص وتركيا
18. العرن المتطاول (باللاتينية: Hypericum elongatum) في بلاد الشام والمغرب العربي وتركيا والقرم واليونان وإسبانيا
19. العرن المثقوب (باللاتينية: Hypericum perforatum) في بلاد الشام والمغرب العربي وكل أوروبا
20. العرن مثلث الأوراق (باللاتينية: Hypericum  triquetrifolium) في بلاد الشام ومصر والمغرب العربي وحوض المتوسط
21. العرن مردقوشي الأوراق (باللاتينية: Hypericum origanifolium) في بلاد الشام
22. العرن المصري (باللاتينية: Hypericum aegypticum) في المغرب العربي واليونان وصقلية وسردينيا
23. العرن المغربي (باللاتينية: Hypericum afrum) في المغرب العربي
24. عرن مونبريت (باللاتينية: Hypericum montbretii) في بلاد الشام وقبرص وتركيا وشرق البلقان وأوكرانيا

## من أنواعه الأخرى
- العرن الكأسي (باللاتينية: Hypericum calycinum)